# Ашагы-Айлис
Ашагы-Айлис (азерб. Aşağı Əylis — Нижний Айлис) — село в Ордубадском районе Нахичеванской Автономной Республики Азербайджана, на расстоянии 3-3,5 км к западу от Ордубада, в прошлом крупный средневековый город, известный под названием Агулис или Акулис.

## География
Город располагался в окружённой с востока и запада скалистыми горами, протянувшейся с севера на юг, долине реки Агулис в среднем её течении, на территории современных сёл Юхары-Айлис (Верхний Агулис) и Ашагы-Айлис (Нижний Агулис). Протяжённость с севера на юг составляла 6-7 км, а с запада на восток — 1-1,5 км.

## Этимология
Согласно армянскому преданию в городе одну ночь провёл апостол Фаддей, который проснулся со словами «Акн и луйс» (вот и рассвет, буквал. оку свет), позднее село начали называть Агулис (арм. Ագուլիս). На армянском языке Агулис назывался также Игулис, Югялис, Угюлис, Игалис, Эгалис. По наиболее распространённой версии, топоним «Агулис» («Агулик») восходит к армянскому Айгеок-Лик (арм. Այգեոք լիք) — полный садами.

## История

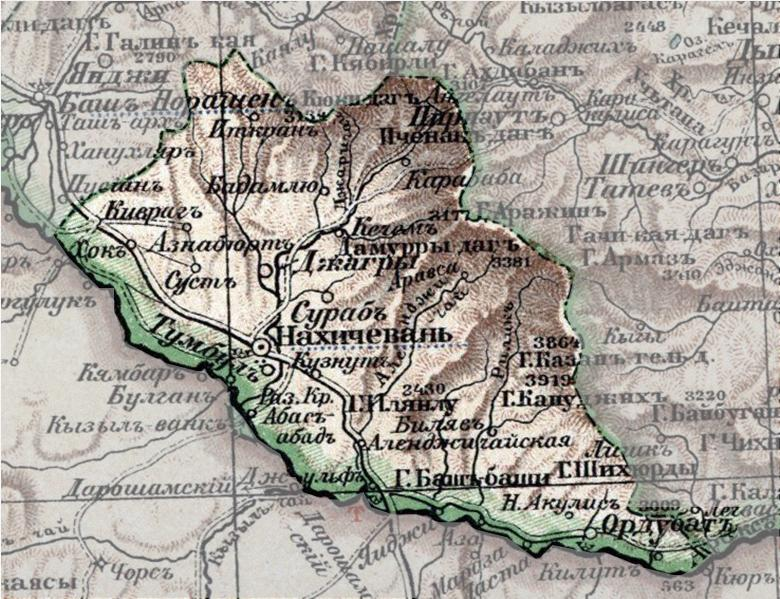
Нижний Акулис на карте Нахичеванского уезда Эриванской губернии

В античные времена территория Агулиса входила в состав гавара Гохтн в разные периоды относившегося к области Сюник Великой Армении или к области Васпуракан. Корюн в V веке в рассказах о путешествиях Месропа Маштоца упоминал о посещении им столицы гавара Гохтн, подразумевая под этим, вероятнее всего, Агулис.
Под названием Агулис город упоминается с XI века. В 1010 году католикос Саркис называет город «Аргулик», такое же название применяет в XIII веке Степанос Орбелян.
С XVI века Агулис был одним из ключевых торгово-экономических центров Восточной Армении. Это был город с активными торговыми связями с Россией, Ираном, Западной Европой и Индией. Его имущим слоем выступали армянские купцы (ходжа). Торговля в Агулисе требовала образования и велась в рамках армянской торговой школы, центром которой была Новая Джуга.
В XVII веке Закария Агулеци называл Агулис названием "Дашт". После разрушения расположенного неподалеку важнейшего торгового центра Джуги персидскими властями и насильственного переселения большинства местных армян вглубь Персии Агулис стал крупным городом, население которого к концу XVII века достигло 10 тыс. человек, что было связано с тем, что депортация его не затронула. Здесь при школе монастыря св. апостола Фомы свое образование получил основатель знаменитого рода художников Овнатанян, видный армянский художник и ашуг Нагаш Овнатан.
Многие жители Агулиса традиционно занимались торговлей и предпринимательством. Их деятельность простиралась вдоль древних торговых путей ("шелковый путь"), соединявших Восток и Запад. Эти пути проходили вдоль реки Аракс, неподалеку от которой и был расположен Агулис. Купечество Агулиса имело тесные связи с армянскими купцами сначала Джуги, а после ее разрушения - Новой Джуги в Персии.  Купцы Джуги, а затем и Новой Джуги играли важнейшую роль в международной торговле между Персидской империей Сефевидов и Европой. Можно сказать, что Агулис был ближайшим сателлитом Джуги и Новой Джуги в торговых отношениях и входил в их торговую империю на особом положении. В Новой Джуге агулисцами был основан отдельный квартал Даштецоц, выходцами из которого была известная династия российских аристократов Лазаревых. Колонии агулисцев простирались от Венеции и Ливорно до Тифлиса и Астрахани. Среди армян и местных мусульман агулисцы ассоциировались с богатыми и удачливыми купцами, а город был известен под неформальным названием "Золотое ущелье". В XVIII веке часть армянского населения Агулиса исповедовала католичество, что отражало факт активного действия католической миссии вдоль торговых путей, соединявших Европу и Персию.
Торговые пути агулисцев проходили по маршрутам Агулис-Тебриз-Исфахан, Агулис-Тебриз-Марага, Агулис-Ереван-Карин-Тохат, Агулис-Смирна-Стамбул, по другим городам и поселениям. Агулисские торговцы принимали участие в торговле Османской Турции с Сефевидским Ираном, а также в торговле Османской империи с Европой. Агулисские торговцы владели довольно большими земельными наделами.
В середине XVIII века город Акулис был разорён и разграблен Азад-ханом. В результате этого большое количество армян погибло от голода, а многие из них вынуждены были покинуть город. В целом, в XVIII веке население города постоянно подвергалось притеснениям со стороны местных властей, несмотря на то, что поселение имело особый статус "хас", делавший его подчинённым непосредственно шаху, что частично защищало от произвола локальных владык и снижало налоги. Положение значительно улучшилось в 1828 году после присоединения территории Нахичеванского ханства к Российской империи. 
Свидетельства об организации образовательного дела, искусстве переписывания рукописей и культурной жизни Агулиса относятся к XII–XVII векам. В этот период значительные работы велись в школах и скрипториях при монастыре Святого Фомы Апостола и церкви Святого Христофора. Здесь были переписаны рукописи, выделяющиеся миниатюрами и искусством переплета. Монастырь Святого Фомы апостола, который занимал центральное место в культурной жизни Агулиса благодаря своему историческому прошлому, был также хранилищем рукописей.
В XIX веке в Агулисе преподавал в гимназии известный армянский писатель Раффи. Выходцем из Агулиса был и один из трёх основателей партии Дашнакцутюн Христофор Микаелян, а другой основатель - Степан Зорян - был уроженцем соседнего села Цхна. Раффи и Микаелян, как и некоторые другие видные армянские интеллигенты, получали помощь от уроженца Агулиса купца и благотворителя Мелкона Панянца, жившего в Москве, имевшего звание  «Почетный гражданин города» и являвшегося ктитором церкви Сурб Хач (с 1868 года) в Армянском переулке, расположенной неподалеку от Армянского Лазаревского училища. В Агулисе в 1888 году родился Яков Давтян, ставший первым главой советской внешней разведки и сыгравший важную роль в ее становлении. В 1914 году Агулис посетил известный художник Мартирос Сарьян, который выразил восхищение архитектурой селения и окружающими природными красотами.
К концу XIX века в Агулисе насчитывалось 11 церквей: монастырь Св. Товма, Св. Кристофора, Св. Ованеса, Св. Акопа Айрапетац, Св. Степаноса и др. Выходцами из города также был построен храм Агулецоц в Шуше.
Среди армянских жителей Агулиса и их потомков бытовало мнение, что они являются "армянскими евреями", хотя смысл этого наименования остаётся неясным, поскольку они традиционно исповедовали христианство. Жители Агулиса и окрестных селений ( "Зокстан") образовывали отдельную этнографическую группу армян, известных как зоки. Они говорили на своем диалекте, который плохо понимался многими армянами, жившими на других территориях. По этой причине, среди армян бытовало мнение, что это был специальный язык, выработанный купцами из Агулиса, который позволял им разговаривать друг с другом так, чтоб окружающие не понимали смысла беседы.
Агулис был разрушен в декабре 1919 года во время межнациональных и межрелигиозных столкновений в Закавказье, вызванных распадом Российской империи. Армянское население Агулиса было почти полностью вырезано азербайджанцами и турецким ополчением. Около сотни беженцев-армян спаслось в Персии. Среди погромщиков были мусульманские беженцы из Зангезура, где проводились этнические чистки азербайджанцев со стороны армян. Свидетелями резни армян была мать азербайджанского писателя Акрама Айлисли. По словам последнего рассказы матери о зверствах турок сильно повлияли на творчество писателя.
В советские времена Монастырь святого апостола Фомы (XIII-XIV вв) со всеми историко-архитектурными сооружениями был включен в список памятников всесоюзного значения. В постсоветские десятилетия, на новой волне вражды между азербайджанцами и армянами, все храмовые армянские комплексы Агулиса были разрушены, как и местные армянские кладбища. Аналогичная участь постигла огромное древнее армянское кладбище хачкаров, расположенное неподалеку - около современного азербайджанского города Джульфа (древнее армянское название - Джуга).

## Население

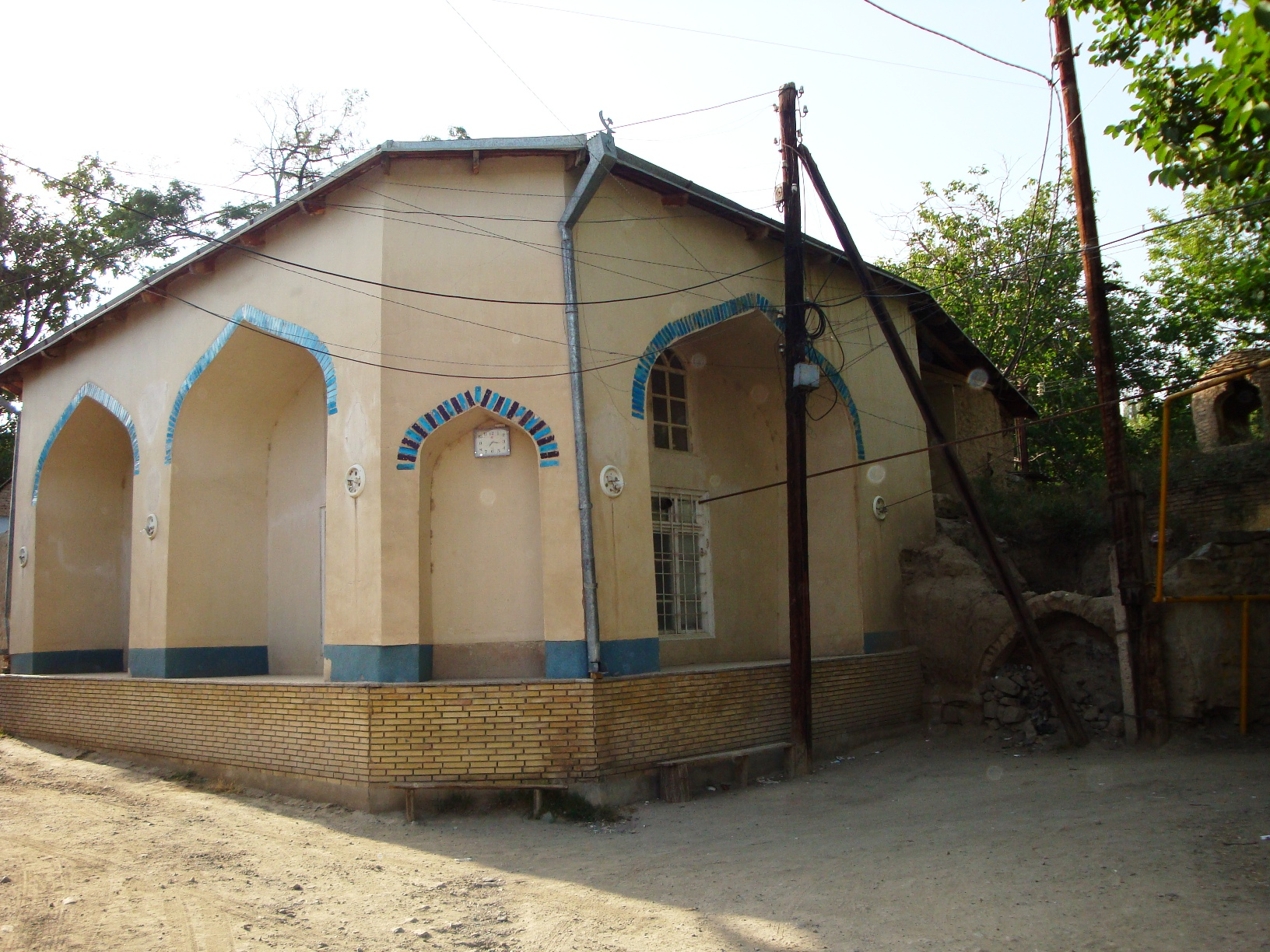
Старая мечеть в селе Ашагы-Айлис

Коренное население Акулиса — армяне-зоки, разговаривающие на особом зокском диалекте. По мнению Николая Марра на обособление зоков оказали влияние пришедшие с севера скифы, смешавшиеся с коренным населением в VIII—VII веках до н. э. В 1711 году немецкий востоковед Иоганн Иоахим Шрёдер в своей книге «Сокровищница армянского языка» сообщает об агулисском диалекте армянского языка.
В настоящее время зокский диалект находится на грани исчезновения. В интернете имеются видеозаписи бесед на зокском языке, которые были подготовлены британским лингвистом Катрин Ходжсон.
Население в 1829—1832 годах — 459, 1897 году — 990, 1906 году — 1254 человек.
По переписи населения 1897 года в Нижнем Акулисе жило 649 человек, все армяне. В Верхнем Акулисе, 1325 армян и 639 азербайджанцев (В источнике упомянуты татарами, в XIX — начале XX века в Российской империи азербайджанцы именовались «азербейджанцами», «кавказскими» или «азербайджанскими татарами»).
Население современного Айлиса составляют азербайджанцы, основные занятие населения — сельское хозяйство.